# Black Angelika
Black Angelika , pseudonyme d'Alexandra Panait, née le 25 octobre 1987 en Roumanie, est une actrice de films pornographiques roumaine.
Elle porte un piercing au nombril et plusieurs tatouages dont un autour de la cheville droite représentant un scorpion (2009), un large situé au bas des reins et trois sur le mont de Vénus : deux caractères chinois 命 (destin) et 爱 (amour) qui étaient situés de part et d'autre d'un filigrane sur lequel on pouvait lire le mot « Ruka », changé par la suite en un dessin tribal (2010). Implants mammaires après 2008.

## Biographie
Elle commence son activité en 2006 et remporte sa première grande récompense lors des Hot d'or 2009 où elle est couronnée meilleure starlette européenne, . Dans la foulée, elle se voit offrir un contrat aux USA par le studio Digital Playground.
En 2011, l'actrice roumaine appartient au catalogue des stars du porno travaillant pour le site Brazzers. Elle fait également de nombreuses séances photos et des vidéos pour la version internet du magazine Private.
Elle fait une pause en 2012 avant de revenir au printemps 2013 pour une série de vidéos pour divers sites web et Teens vs Milfs de et avec Rocco Siffredi. Elle est connue pour son combat pour la légalisation du LSD, qu'elle avoue consommer pendant ses tournages.

## Filmographie
| Titre de la vidéo                                 | Producteur          | Réalisateur          | Parution | Notes                            |
| ------------------------------------------------- | ------------------- | -------------------- | -------- | -------------------------------- |
| Private Auditions - Sex Auditions 4               | Private Media Group | Toni Ribas           | 2007     | Débuts                           |
| Ass Traffic 3                                     | Evil Angel          | Raul Cristian        | 2007     | Sodomie                          |
| French Kiss                                       | 21 Sextury Video    | John Walton          | 2007     |                                  |
| Fucky New Year                                    | Private Media Group | JF Romagnoli         | 2007     |                                  |
| Nasty Intentions                                  | Evil Angel          | Christoph Clark      | 2007     | Gonzo                            |
| Private Blockbusters 3 - Sexth Element            | Private Media Group | Milk                 | 2007     |                                  |
| Private Gold 97 - Party Babes                     | Private Media Group |                      | 2007     |                                  |
| 4 Dirty Sluts 2                                   | Jules Jordan Video  | Raul Cristian        | 2008     |                                  |
| Best By Private 91 - Teenagers Love it in the Ass | Private Media Group |                      | 2008     | Compilation Sodomie Adolescentes |
| Cum For Cover 2                                   | Jules Jordan Video  | Chris Rolie          | 2008     | Bukkake Gonzo                    |
| Eskade - The Submission                           | Evil Angel          | Rocco Siffredi       | 2008     | Orgie Fétichisme sexuel          |
| Anal Teen Tryouts 14                              | Devil's Films       |                      | 2008     | Sodomie Adolescentes             |
| Ladies Of Pleasure                                | Harmony             | Strangelove          | 2008     | Gonzo                            |
| Miss Uniform                                      | Sexsense            | Mike J               | 2008     |                                  |
| Private Gold 100 - Pornolympics - The Anal Games  | Private Media Group | Gianfranco Romagnoli | 2008     | Sodomie                          |
| Private Gold 98 - MySexSpace                      | Private Media Group | X-Off                | 2008     |                                  |
| All Star 2                                        | Digital Playground  |                      | 2009     | Gonzo                            |
| Gangbang Junkies 4                                | Absolute            | Raul Cristian        | 2009     | Gonzo Orgie                      |
| Make Me Cum Please                                | Lesbian Provocateur | Peter Turner         | 2009     | Saphisme                         |
| Orgasm                                            | Marc Dorcel         | Hervé Bodilis        | 2009     | Saphisme                         |
| Pornochic 18 - Aletta                             | Marc Dorcel         | Hervé Bodilis        | 2009     |                                  |
| All Internal 12                                   | Jules Jordan Video  | Raul Cristian        | 2010     |                                  |
| Mademoiselle de Paris                             | Marc Dorcel         | Hervé Bodilis        | 2010     |                                  |
| Journal d'une fille au pair                       | Marc Dorcel         | Philippe Soine       | 2010     |                                  |
| Naughty Spanish Maids                             | Combat Zone         |                      | 2010     |                                  |
| Nympho Nurses                                     | Marc Dorcel         | Exopium              | 2010     |                                  |

## Récompenses & nominations
- 2009 : Hot d'or de la meilleure starlette européenne[4]
- 2010 : Eroticline Awards — Best International Actress
- 2012 : XBIZ Award nomination — Foreign Female Performer of the Year